# CNR Records

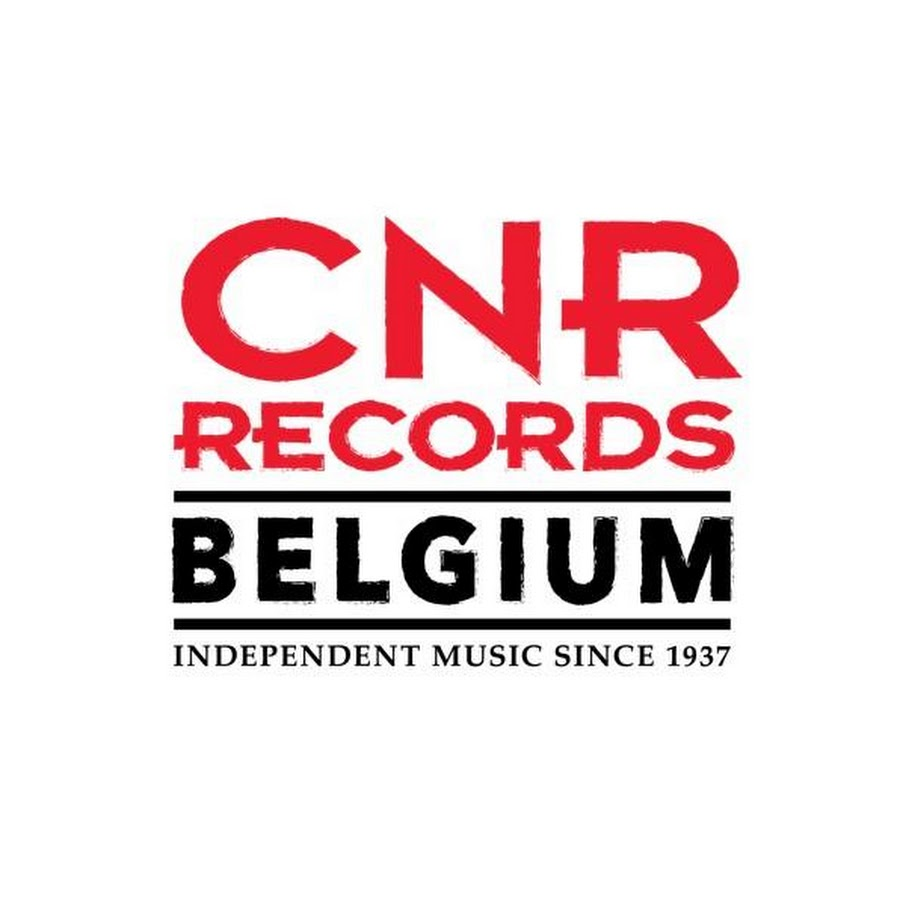

CNR Records is een Nederlands/Belgisch platenlabel dat in 1937 in Rijswijk werd opgericht door Cornelis Nicolaas Rood. De platen van CNR werden jarenlang op een rood label uitgebracht; dit was een verwijzing naar de achternaam van de oprichter. 
In januari 2014 kwam CNR in Belgische handen en opereert sindsdien als CNR Records Belgium.

## Geschiedenis

### Artiesten
Cornelis N. Rood was eigenlijk fabrikant van lampenkappen. Ook was hij actief in de chemische industrie. CNR was aanvankelijk slechts als hobby bedoeld, maar in de jaren vijftig werden de zaken grootser aangepakt. Het platenlabel (toen nog vaak aangeduid als C.N. Rood BV) verwierf midden jaren vijftig van de 20e eeuw de distributierechten van enkele buitenlandse pop- en klassieke platenlabels, zoals Coral Records, Mercury en Telefunken en daarnaast werd ook een aantal Nederlandse artiesten onder contract genomen.
Een van de eerste Nederlanders die succes had op CNR was Gert Timmerman. De hoogtijdagen voor CNR waren in de jaren zestig met artiesten als Trio Hellenique en vooral Heintje, die miljoenen singles en lp's verkocht in Nederland en in Duitstalige landen. Heintje Simons stond zelfs wekenlang genoteerd in de Amerikaanse Billboard Top 100.
In de jaren zeventig legde CNR zich vrijwel exclusief toe op Nederlands product, met successen van onder meer Benny Neyman, Tol Hansse en André van Duin. Toch werd er ook met buitenlandse hits gescoord; zo had Baccara in 1977 twee nummer 1-hits op het CNR-label.
In de jaren tachtig was er succes voor onder meer Stars on 45, Rubberen Robbie, Nova en de eerste hits van René Froger terwijl het bedrijf in de jaren 90 en 00 succes had met onder meer Gordon en "Koning der Piraten" Jannes. Inmiddels was CNR ook actief op de ontluikende videomarkt. Onder het label CNR Video werden verschillende videocassettes uitgebracht.
In 2014 toen CNR volledig in Belgische handen kwam werd het label een thuishaven van verschillende bekende Belgische artiesten.

### Zakelijk
In de jaren negentig leek het mis te gaan met CNR, toen moedermaatschappij Arcade in 1992 in zwaar weer terechtkwam. Even dreigden alle artiesten hun platencontract te verliezen, maar uiteindelijk bleef CNR bestaan. Eind jaren negentig werd de naam van het bedrijf gewijzigd in Roadrunner Arcade Music, na een joint venture met het rocklabel Roadrunner Records. In 2001 werd de naam weer CNR Music, en later CNR Entertainment B.V. Eind 2010 verkocht eigenaar Cees Wessels zijn laatste tranche aandelen in Roadrunner aan het Amerikaanse Warner Music en CNR ging zelfstandig verder. Hiermee is het de oudste Nederlandse zelfstandige platenmaatschappij.
Onder leiding van een nieuw managementteam werd het bedrijf vanaf najaar 2011, na de voorgaande jaren een moeilijke creatieve periode doorgemaakt te hebben, gemoderniseerd en uitgebreid. Naast de herintroductie van het eens zo prestigieuze label Arcade (compilaties & concepten), heeft CNR Entertainment de volgende labels: CNR Music (volksmuziek), Redline Music (pop/m.o..r.) en SL1200 (dance). Met name Redline Music doet meteen van zich spreken met signings als, Pearl Jozefzoon, Xander de Buisonjé, Ellen ten Damme en Voicedeelnemer Charly Luske. Tevens kondigde directeur Maarten Steinkamp aan ook internationale artiesten te gaan contracteren. Een van de eerste successen was de Braziliaanse zanger Michel Teló, die met Ai se eu te pego! (Noossaa) begin 2012 enkele weken op 1 stond in de Nederlandse hitlijsten. 
In januari 2014 kwam CNR in Belgische handen en opereert sindsdien als CNR Records Belgium. 
CNR Records Belgium heeft verschillende sublabels waaronder Mostiko, Smash the House, Vlaamse Sterren en CNR Legends.

## Lijst van artiesten onder CNR Records Belgium
- Regi Penxten
- Niels Destadsbader
- Camille
- Lost Frequencies
- Willy Sommers
- Channel Zero
- Rocco Granata
- Kommil Foo
- Isabelle A
- De Romeo's
- Sylver
- Metejoor
- Cleymans & Van Geel
- Red Sebastian